# Ivey (nome)
Ivey é um sobrenome. Pessoas notáveis com o nome incluem:

## Sobrenome
- Artis Ivey Jr. ou Coolio (1963–2022), rapper e ator americano
- Dana Ivey (nascida em 1941), atriz americana
- Jaden Ivey (nascido em 2002), jogador de basquete americano
- Kay Ivey (nascida em 1944), 54ª governadora do Alabama (e segunda governadora mulher)
- Phil Ivey (nascido em 1976), jogador de pôquer americano
- Royal Ivey (nascido em 1981), jogador de basquete americano
- Steve Ivey, escritor musical americano, produtor, músico e engenheiro de gravação